# Štefan Senecký
Štefan Senecký (né le 6 janvier 1980 à Nitra) est un footballeur international slovaque qui joue au poste de gardien de but au MFK Ružomberok.

## International
Le 22 août 2007, Senecký fait ses débuts internationaux lors d'un match amical contre la France (défaite 0-1). Senecký a disputé trois matchs de qualification, lors des éliminatoires pour la Coupe du monde 2010.